# Albalat dels Sorells
Albalat dels Sorells (nota anche ufficialmente come Albalat de Mosén Sorell) è un comune spagnolo di 4 249 abitanti della provincia di Valencia nella comunità autonoma Valenciana.

## Georgrafia fisica

### Territorio
Il comune è situato in pianura, sulla riva sinistra del fiume Turia, ed è attraversato da sud a nord dall'acequia Real de Moncada. Il territorio si allunga in direzione nord-ovest-sud-est e si restringe fino a soli 50 m nella frazione di La Parada de Bilet (terreno tra Foyos e i distretti valenciani di Mahuella y Tauladella). Confina con il Mar Mediterraneo e con i termini comunali di Foios, Moncada, Museros, Valencia (enclave) e Albuixech.

## Origini del nome
Il toponimo deriva dall'arabo البلاط (al-balāṭ, "lastra", "pietra lastricata" o "strada"), poiché nei pressi della cittadina passava la Via Augusta, che continuò ad essere utilizzata anche in epoca andalusa. è chiamata dels Sorells (in spagnolo "dei Sorell") dalla famiglia Sorell, che ne acquisì la signoria nel 1481.

## Storia

### Età medievale
Il nucleo attuale ha origine in un rahal andaluso che era diviso in due zone: al-balāṭ al-faūqīa (البلاط الفوقية, Albalat de arriba) a ovest e al-balāṭ as-siflīa (البلاط السفلية, Albalat de abajo) a sud. a est, forse separati dalla Via Augusta. Giacomo I fece varie donazioni ad entrambe le aree. Nel 1238 donò la città alta e le terre adiacenti ad Arnau Vernet e Sança Pérez d'Aguilar, mentre la città bassa fu distribuita tra Pere Dauria, Teresa Gil e T. Garcés, tra gli altri. È molto probabile che questi possedimenti vennero in seguito acquisiti da Pere d'Azllor, che compare nel 1242 come signore della città. All'inizio del XIV secolo appartenevano a Guillem Colom, cittadino valenciano e membro della giuria cittadina. A seguito, la gestione passò al valenciano Pere March, tesoriere del re Giacomo II. Gli successe poi il figlio Jaime, nonno del poeta Ausiàs March.
Nel 1352 il dominio fu acquistato da Berenguer de Codinachs, anch'egli catalano, signore razionale di Pietro IV il Cerimonioso. In quel periodo al nome della città venne aggiunto il nome Codinachs o Codinats. 

## Età moderna
Nel 1426, grazie agli sforzi di questa famiglia, venne separata ecclesiasticamente da Foios, formando una parrocchia indipendente, e nel 1481 Tomàs Sorell acquistò la signoria dai Codinachs, per cui la cittadina divenne nota come de Mossén Sorell oppure dels Sorells. Nel 1526 il re Carlo I concesse il titolo nobiliare a Bernat Sorell i Aguiló. Nel 1626 la signoria fu elevata a contea. Nel Diccionario de Madoz (1845-1850) appare la seguente descrizione:
(Diccionario de Madoz, Volume I, pagina 289, 1848)

## Società

### Evoluzione demografica
Abitanti censiti (in migliaia)

- Comuni spagnoli per popolazione

Nel 1526 Albalat contava circa 58 famiglie (circa 261 abitanti), che nel 1609 erano già un centinaio (circa 450 abitanti). Questo numero si ridusse notevolmente negli anni successivi, con 74 residenti nel 1646 e solo 60 nel 1713. Nonostante ciò, nel 1787 Albalat si avvicinava ai 630 abitanti, e ne aveva già 925 nel 1877. Da quel momento in poi, l'aumento è stato forte: nel 1910 gli abitanti erano già più di 1.500, nel 1940 1.800 e nel 1960 2.400.

### Pianificazione urbana
La città è situata sulla vecchia strada statale di Barcellona (N-340), che costituisce la strada principale del paese. Tuttavia, sembra che la parte più antica del centro urbano si trovi attorno alla calle Pare Salvador, che collega la chiesa con la Piazza del Castello (Plaza del Castillo).

### Lingue e dialetti
Nella città sono ufficiali due lingue, il castigliano (o spagnolo) e il valenciano, che è il nome storico e ufficiale utilizzato dalla Comunità Valenciana per indicare il catalano. La distinzione tra valenciano e catalano è meramente politica: infatti secondo l'Accademia della Lingua Catalana il valenciano è una varietà del catalano strettamente imparentata alle parlate occidentali (della Provincia di Lleida e della parte meridionale di quella di Tarragona) di tale lingua, mentre secondo l'Acadèmia Valenciana de la Llengua, il catalano sarebbe nato cronologicamente dopo il valenciano. Non si sa con certezza quale dei due idiomi sia nato prima, ma hanno una forte somiglianza. A causa della pressione politica e demografica del passato, il castigliano è predominante, ad eccezione delle zone circostanti l'area metropolitana della provincia di Valencia dove è parlato regolarmente il valenciano. Nonostante ciò, il governo locale incoraggia l'uso della lingua locale.

## Monumenti e luoghi d'interesse

### Architetture religiose

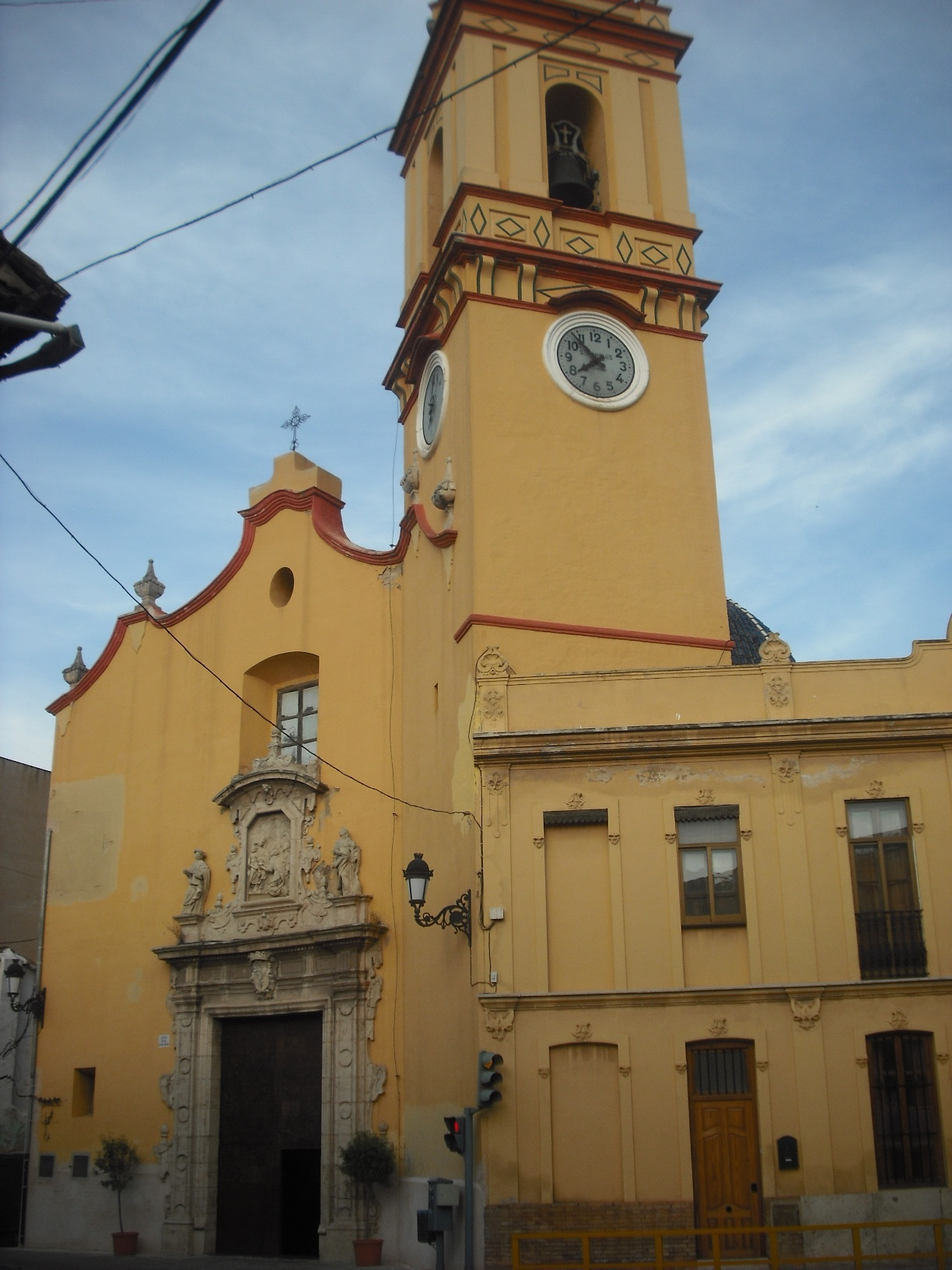
La Chiesa parrocchiale dei Santi Re

- Chiesa parrocchiale dei Santi Re (Iglesia parroquial de los Santos Reyes in spagnolo e Església parroquial dels Sants Reis in valenciano): Situato ai margini dell'antica strada di Barcellona, risale al XVIII secolo.[1] Probabilmente sostituì un altro tempio precedente che si trovava più vicino al palazzo, poiché Albalat divenne ecclesiasticamente indipendente da Foios nel 1426.[3] L'edificio attuale presenta, all'esterno, una facciata barocca e un campanile, mentre l'interno è a navata unica con cappelle laterali, dove spiccano alcuni dipinti della scuola barocca valenciana, oltre alla cupola, decorata con trompe-l'œil.[1]
- Cappella del Cimitero (Capilla del cementerio in spagnolo e Capella del Cementeri in valenciano): Si tratta di un piccolo edificio rettangolare inserito in una parete di nicchie, all'interno del cimitero. Sopra la porta metallica c'è un'iscrizione con la data "1871" e, più in alto, un campanile a vela. All'interno si trova un piccolo altare con l'effigie del Cristo delle Anime che viene portato in paese durante le festività di settembre.[7]

### Architetture civili

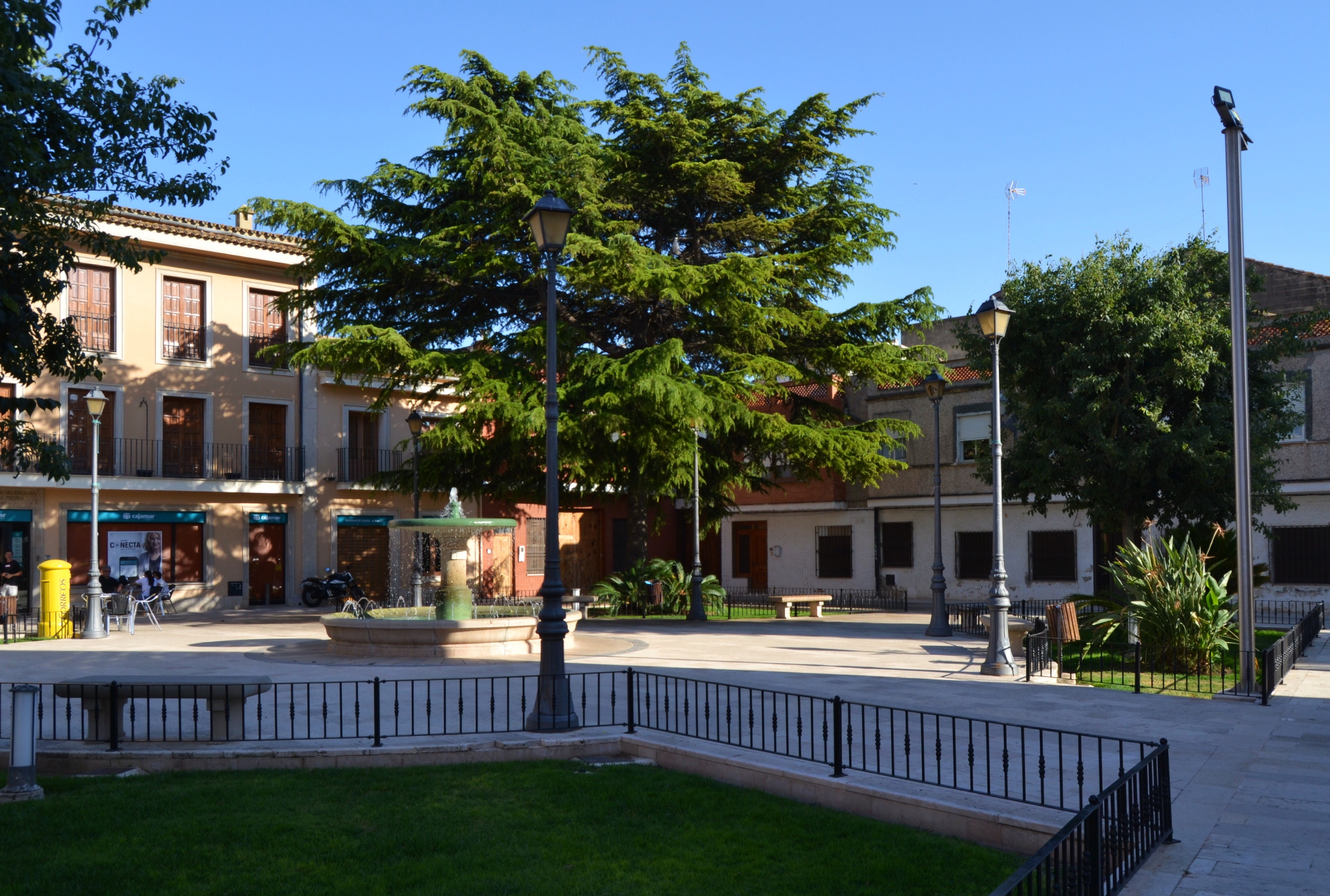
La Piazza del Castello

- Palazzo de los Sorells (Palacio de los Sorells in spagnolo e Palau dels Sorells in valenciano): Si tratta di uno degli edifici più interessanti della regione, sia per la tipologia costruttiva che per la sua antichità. La sua costruzione iniziò alla fine del XV secolo per ordine di Tomàs Sorell e fu completata da Bernat Sorell all'inizio del XVI secolo.[1] Si tratta di un palazzo fortificato con torri e un cortile centrale interno con una scala aperta e notevoli decorazioni originali. Elementi gotici, in particolare archi e finestre. Fu restaurato nel XIX secolo, aggiungendo tre delle quattro torri angolari (poiché solo il mastio è originale)[3] e, ora di proprietà del comune, è stato recentemente nuovamente restaurato.[1]

## Economia
L'agricoltura, storicamente importante, è stata ridotta nel 2001 a solo il 4,2% degli occupati, rispetto al già ridotto 13% del 1993. Nel 2001, erano coltivati 423 ettari di terreni irrigati e 10 ettari di terreni asciutti. L'acqua per l'irrigazione proviene dal canale di irrigazione Moncada e le colture più note erano agrumi e ortaggi. Fino a non molto tempo fa esistevano allevamenti dedicati all'ingrasso di bovini, suini e pollame. L'industria, che impiega il 37% della popolazione, si concentra sui prodotti alimentari, sui prodotti in metallo e sul legno. Il settore più importante, per la sua vicinanza a Valencia, è quello dei servizi, che impiegava nel 2001 il 59% delle attività.

## Cultura
Albalat è famosta per le Fiestas mayores: si celebrano la prima domenica di settembre, dedicate al Cristo delle Anime, alla Vergine del Rosario, all'Immacolata Concezione, a San Gil Abad e alla Vergine degli Abbandonati. Uno degli eventi principali è la " Discesa (Baixà) dell'immagine di Cristo dal suo eremo cimiteriale alla chiesa parrocchiale.

## Infrastrutture e trasporti

### Strade
Il centro urbano di Albalat è attraversato da nord a sud dall'antica strada statale Valencia-Barcellona (N-340). È attraversato anche dalla CV-300 a est del centro urbano e dalla superstrada V-21 vicino la costa.

### Mobilità urbana

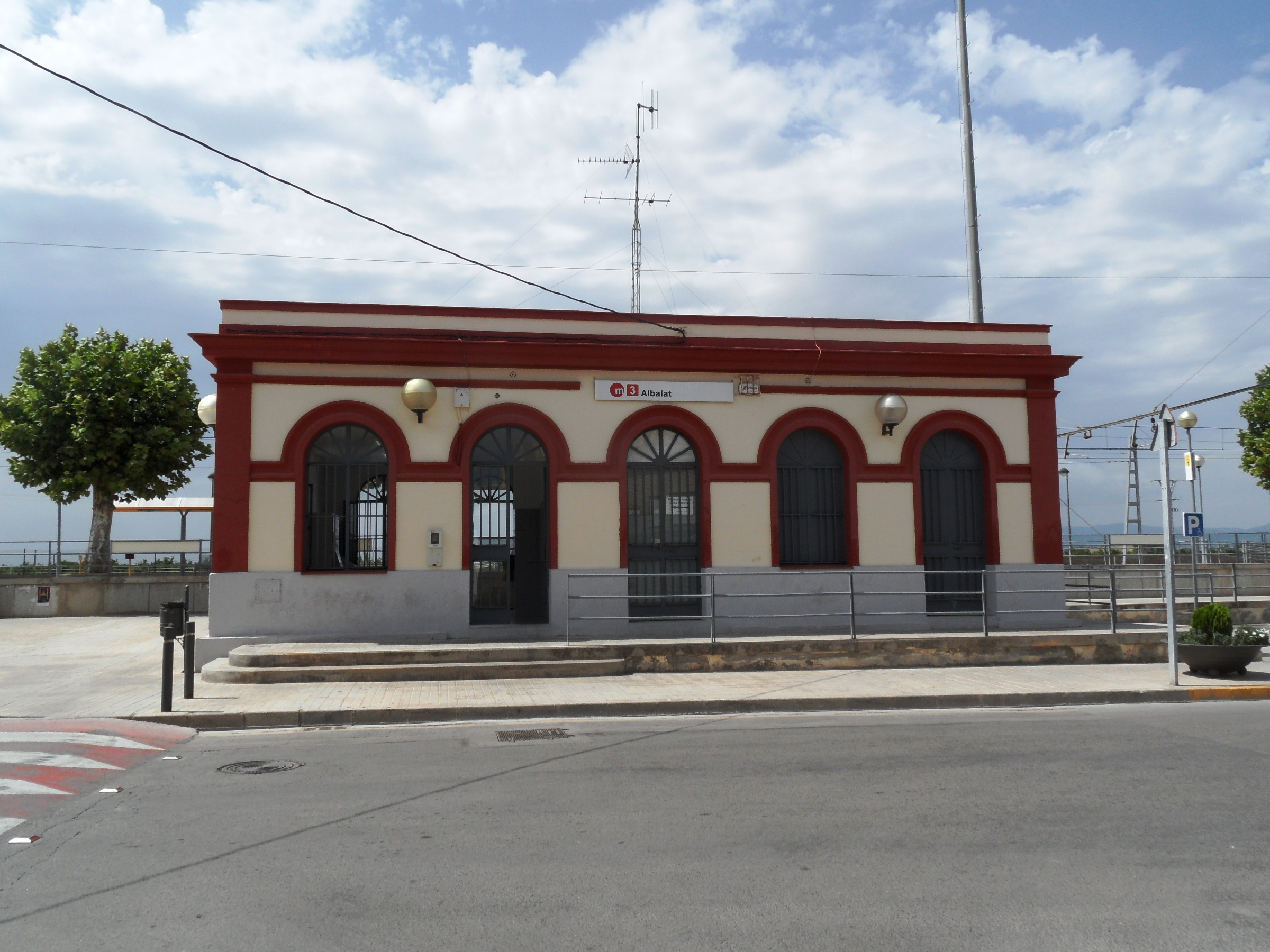
La stazione Albalat dels Sorells

Ha una stazione della metropolitana di superficie sulla linea 3 della Metrovalencia, chiamata Albalat dels Sorells.

## Amministrazione

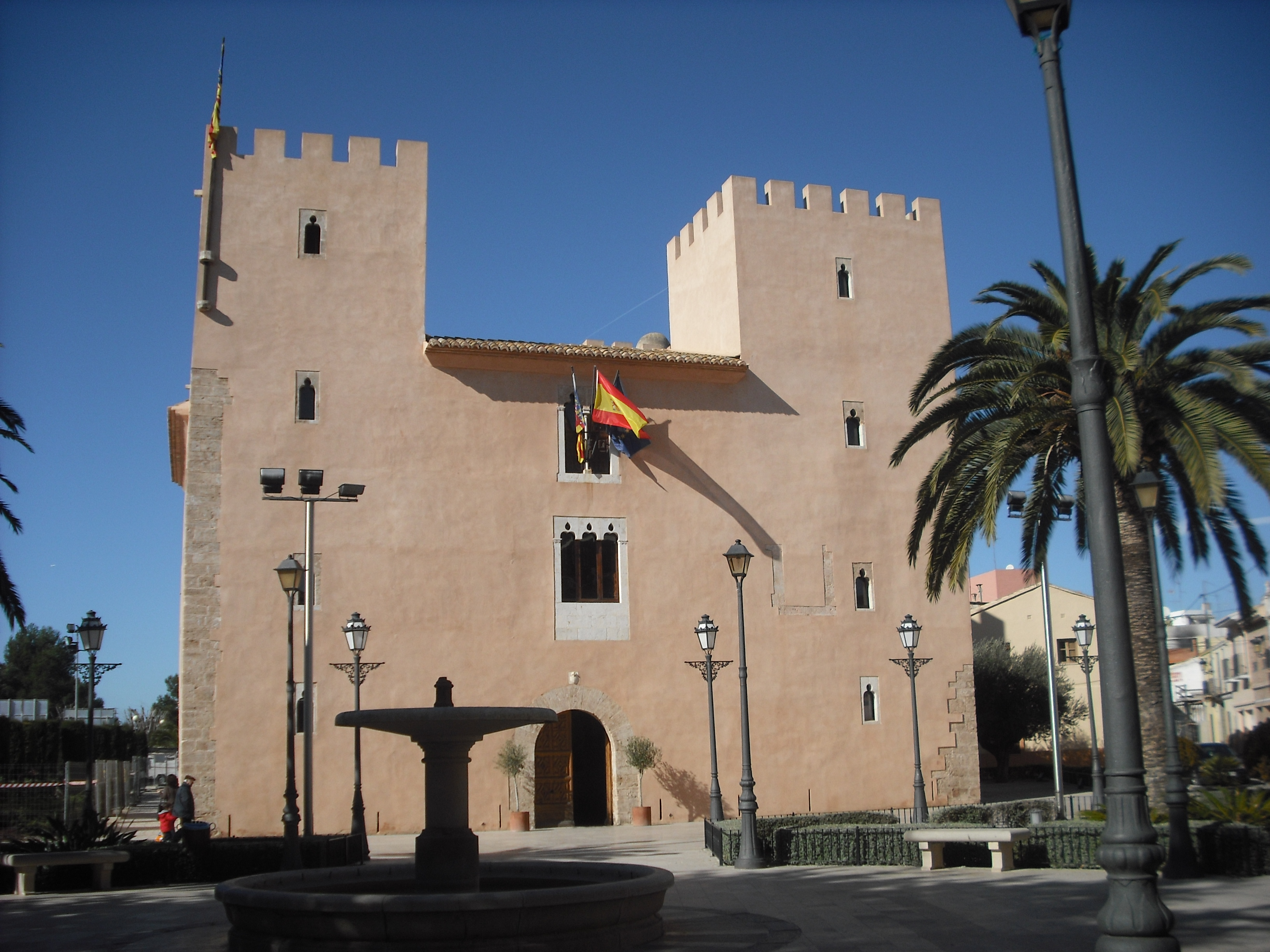
Il Palazzo de los Sorells, sede del municipio

Albalat dels Sorells è governato da una corporazione locale composta da consiglieri eletti ogni quattro anni a suffragio universale che a loro volta eleggono un alcalde. La lista elettorale è composta da tutti i residenti registrati ad Albalat di età superiore ai 18 anni e dai cittadini spagnoli e degli altri paesi membri dell'Unione Europea. Secondo quanto disposto dalla Legge sul Regime Elettorale Generale, che stabilisce il numero di consiglieri eleggibili in base alla popolazione del comune, la Corporazione Municipale di Albalat dels Sorells è composta da 11 consiglieri. L'attuale sede del comune di Albalat si trova nel Palazzo de los Sorells.
Di seguito l'elenco degli alcalde da quando è presente l'elezione diretta dell'alcalde da parte dei cittadini (cioè 1979):
| Periodo        | Periodo        | Primo cittadino               | Partito                 | Carica  | Note           |
| -------------- | -------------- | ----------------------------- | ----------------------- | ------- | -------------- |
| 19 aprile 1979 | 28 maggio 1983 | Daniel Ruix Garcés            | UCD                     | Alcalde | [ 10 ]         |
| 28 maggio 1983 | 30 giugno 1987 | Daniel Ruix Garcés            | Coalizione indipendente | Alcalde | [ 10 ]         |
| 30 giugno 1987 | 15 giugno 1991 | Daniel Ruix Garcés            | Coalizione indipendente | Alcalde | [ 10 ]         |
| 15 giugno 1991 | 17 giugno 1995 | Daniel Ruix Garcés            | Coalizione indipendente | Alcalde | [ 10 ]         |
| 17 giugno 1995 | 3 luglio 1999  | Daniel Ruix Garcés            | UV-CCV                  | Alcalde | [ 10 ]         |
| 3 luglio 1999  | 14 giugno 2003 | Vicente Jesús Almenar Climent | PPCV                    | Alcalde | [ 10 ]         |
| 14 giugno 2003 | 16 giugno 2007 | Vicente Jesús Almenar Climent | PPCV                    | Alcalde | [ 10 ]         |
| 16 giugno 2007 | 8 aprile 2008  | Vicente Jesús Almenar Climent | PPCV                    | Alcalde | [ 10 ] [ N 1 ] |
| 8 aprile 2008  | 11 giugno 2011 | José Rafael Tamarit Sotomayor | PPCV                    | Alcalde | [ 10 ]         |
| 11 giugno 2011 | 13 giugno 2015 | José Rafael Tamarit Sotomayor | PSPV-PSOE               | Alcalde | [ 10 ]         |
| 13 giugno 2015 | 15 giugno 2019 | Nicolau Josep Claramunt Ruiz  | Compromís               | Alcalde | [ 10 ]         |
| 15 giugno 2019 | 17 giugno 2023 | Nicolau Josep Claramunt Ruiz  | Compromís               | Alcalde | [ 10 ]         |
| 17 giugno 2023 | in carica      | Nicolau Josep Claramunt Ruiz  | Compromís               | Alcalde | [ 10 ]         |

### Esplicative
1. ↑  Mozione di censura da parte del Partito Popolare.